# John Kenneth Terres
John Kenneth Terres, conhecido academicamente pela grafia John K. Terres (Filadélfia, 17 de dezembro de 1905 - Swanton, 8 de dezembro de 2006) foi um naturalista e escritor estadunidense. Seu trabalho reconhecimento deve-se ao seu amplo trabalho sobre pássaros norte-americanos,  tendo sido autor de mais de cinquenta obras.

## Biografia
John Kenneth Terres nasceu na Filadélfia, no estado da Pensilvânia, no ano de 1905. Durante sua trajetória acadêmica, Terres passou por instituições de renome como a State Teachers College (Indiana), Universidade Cornell e a Universidade de Nova Iorque.
Entre os anos de 1936 e 1942, atuou como biólogo de campo para o Serviço de Conservação de Recursos Naturais dos Estados Unidos, órgão vinculado ao Departamento de Agricultura dos Estados Unidos, responsável por auxiliar técnicas agrícolas de maior efetividade para fazendeiros e outros produtores do setor agrícola.
No ano de 1971, recebeu a Medalha John Burroughs - honraria concedia pela John Burroughs Association para o melhor livro de biologia publicado anualmente segundo a instituição - pelo livro From Laurel Hill to Siler's Bog, obra em que detalhou suas explorações da Mason Farm Biological Reserve, parte do Jardim Botânico da Carolina do Norte. Posteriormente, em 1986, concluiu seu pós-doutorado realizado na Universidade da Carolina do Norte. No mercado editorial, atutou como editor da revista Audubon, revista acadêmica especializada em pássaros, entre os anos de 1948 e 1960.
No ano de 1999, seu livro The Audubon Society Encyclopedia of North American Birds, foi utilizado pelo personagem Tony Soprano, interpretado por James Gandolfini, no episódio piloto da série estadunidense The Sopranos da Home Box Office (HBO), quando Tony está contando a sua relação com os patos que apareceram no seu jardim para sua terapeuta, Dra. Jennifer Melfi, interpretada pela atriz Lorraine Bracco.

### Morte
Terres morreu na cidade de Swaton, em Vermont, aos cem anos de idade, nove dias antes de realizar cento e um anos.